# Фичбург (Висконсин)
Фичбург (енгл. Fitchburg) град је у америчкој савезној држави Висконсин.

## Демографија
По попису из 2010. године број становника је 25.260, што је 4.759 (23,2%) становника више него 2000. године.
| Група             | 2000.          | 2010.          |
| Белци             | 16.309 (79,6%) | 16.455 (65,1%) |
| Афроамериканци    | 1.771 (8,6%)   | 2.633 (10,4%)  |
| Азијати           | 654 (3,2%)     | 1.233 (4,9%)   |
| Хиспаноамериканци | 1.329 (6,5%)   | 4.341 (17,2%)  |
| Укупно            | 20.501         | 25.260         |